# Radar à ondes entretenues
Pour les articles homonymes, voir radar (homonymie) et ondes (homonymie).

Principe d'un radar Doppler à onde continue.

Un radar à ondes entretenues ou à onde continue est un type de radar caractérisé par l'émission d'ondes en continu, modulées en fréquence ou non. Il est utilisé dans le radar Doppler pour déterminer la position et/ou la vitesse et la direction de déplacement d'une cible. Si l'onde n'est pas modulée, il ne peut obtenir qu'un des deux paramètres. Il se retrouve dans de nombreuses applications qui demandent l'un ou l'autre des deux paramètres comme le radioaltimètre, le radar de contrôle routier et le radar de surveillance de longue portée.

## Principe

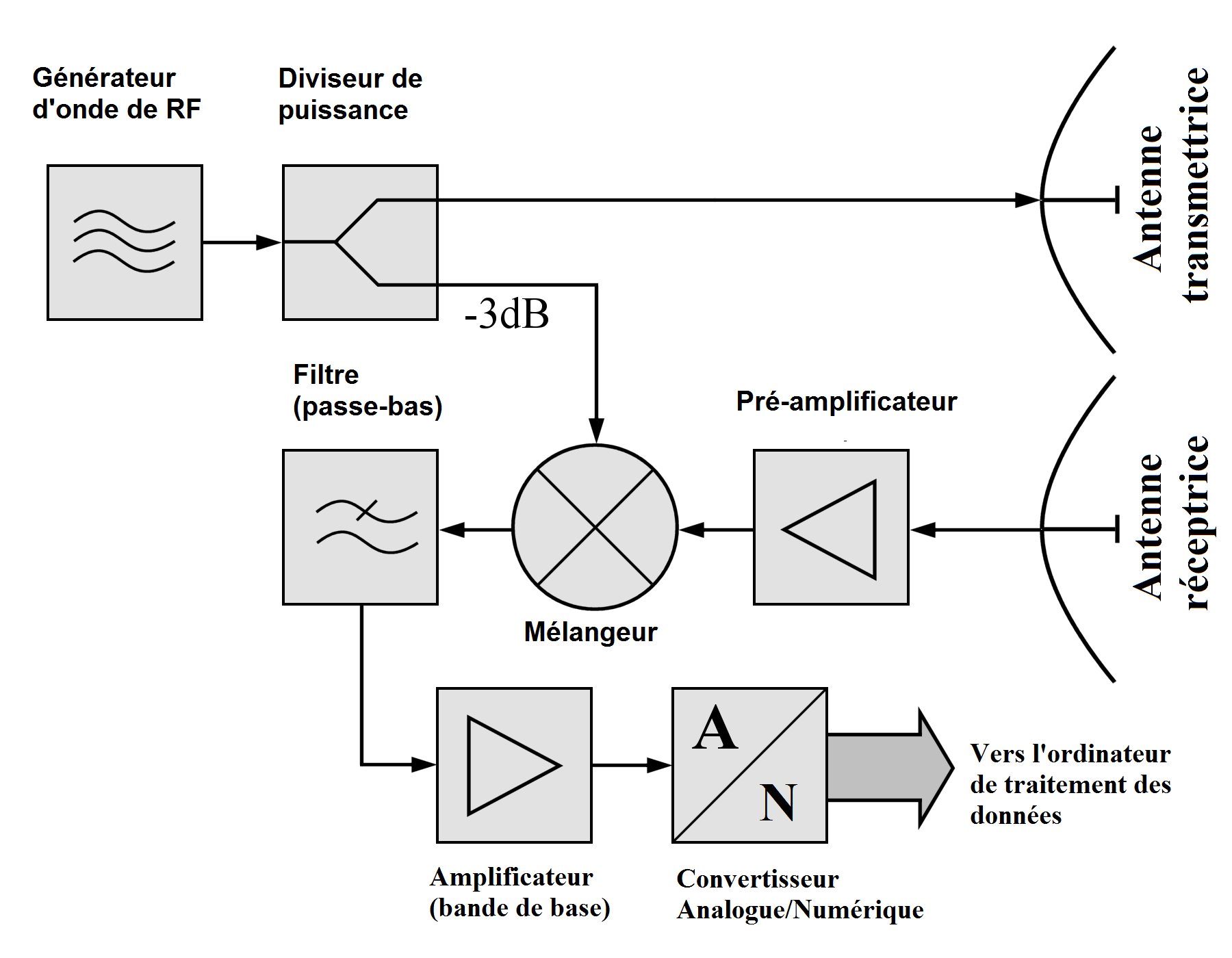
Diagramme simple du circuit électronique d'un radar à ondes entretenues

Les radars à ondes entretenues émettent sans interruption un signal hyperfréquence. L'écho est donc reçu et traité continuellement. Pour empêcher l'énergie émise d'entrer directement dans le récepteur et de contaminer celle revenant de la cible, ce type de radar émet et reçoit :
- soit avec deux antennes différentes (radar bistatique) ;
- soit mesure l’écart de fréquence entre les deux signaux en utilisant la même antenne.

Un tel radar émettant un signal continu non modulé ne peut mesurer que la vitesse d'une cible, par l'utilisation de l'effet Doppler-Fizeau. Il ne peut ni mesurer de distance, ni discerner deux cibles illuminées simultanément. Par contre, l'utilisation d'une onde modulée en fréquence permet par battement entre le signal émis et celui de retour de mesurer la distance d'une cible immobile.
L'avantage principal d'un radar à ondes entretenues est sa simplicité. En effet, émettre en continu ne nécessite qu'un générateur d'onde fonctionnant à une fréquence et une intensité définie, ainsi qu'un récepteur simple. Il illumine continuellement la cible ce qui maximise la puissance transmise vers celle-ci mais couvre tout le volume sondé. Les militaires utilisent ce genre de radar pour détecter des missiles en approche ainsi que leur vitesse puis passent à un radar pulsé pour la poursuite. Les policiers les utilisent pour le contrôle de la vitesse des automobilistes.
La portée maximale d'un radar à ondes entretenues dépend de la puissance de son émetteur, de la sensibilité du récepteur et de la directivité de l'antenne. En général, doubler la puissance augmente la portée de 20 % et réduit le bruit de modulation de moitié. Les récepteurs Doppler utilisés avec ces radars fonctionnent dans le domaine fréquentiel et sont différents des récepteurs habituels. Ils comportent une série de filtres (en général plus de 100) qui décomposent le signal reçu en sections du spectre de fréquences du signal retourné par la cible. Plus le nombre de filtres est élevé, plus la portée est grande et en général augmente de 20 % en doublant le nombre. Cependant, cette amélioration n'est pas infinie et plafonne quand le nombre de filtres couvre complètement la largeur de bande des fréquences des échos de retour.

### Onde non modulée

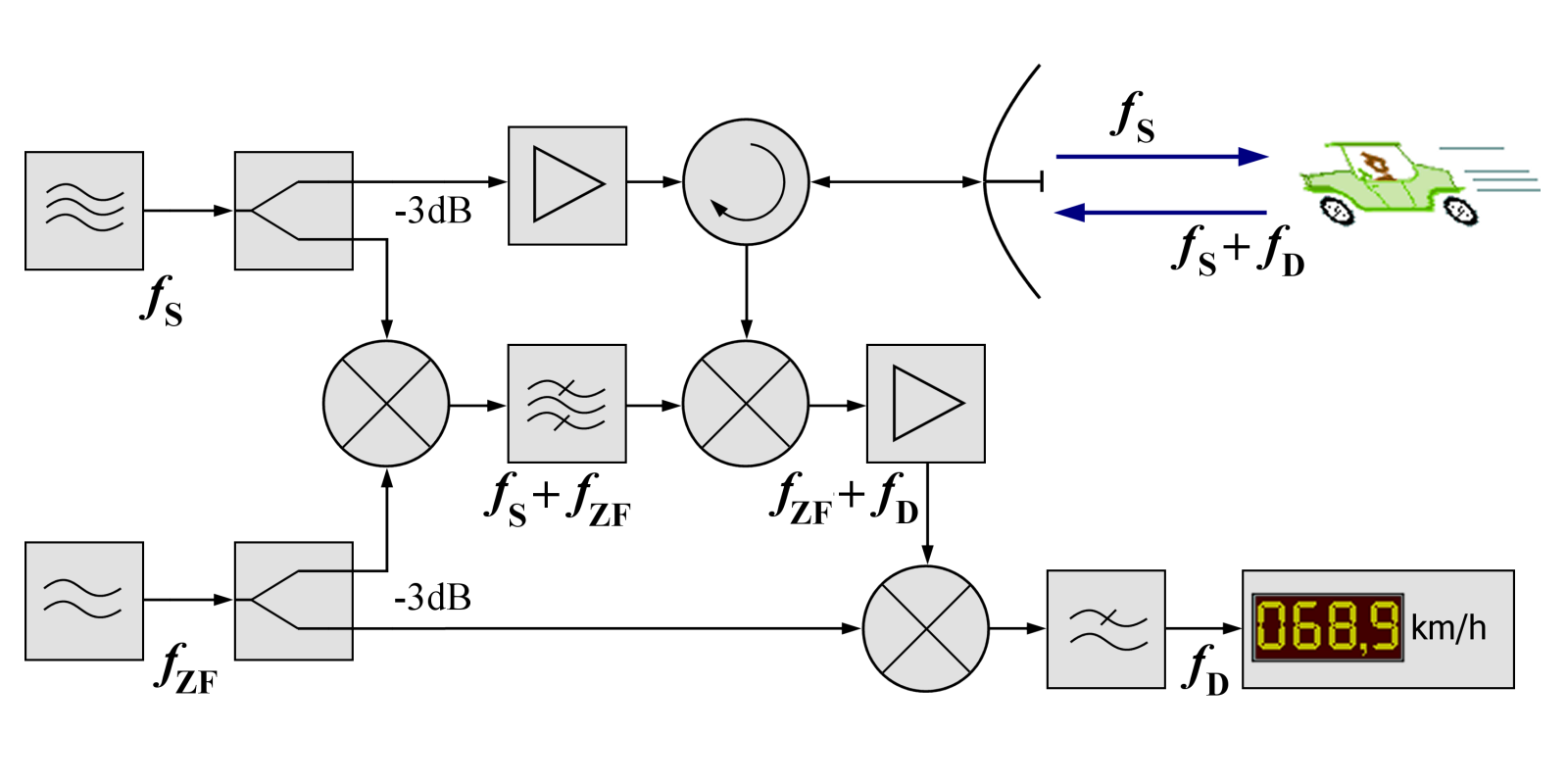
Diagramme montrant les composantes dans un radar à ondes entretenues pour calculer la variation entre la fréquence transmise f_{S} et celle retournée par la cible qui donne le décalage Doppler f_{D} (f_{D} = 68,9 km/h dans ce cas)

Un radar en ondes entretenues non modulé utilise l'effet Doppler-Fizeau de l'écho réfléchi par une cible pour mesurer sa vitesse radiale. Le signal micro-onde — émis par l'antenne directionnelle du radar à fréquence {\displaystyle \scriptstyle F_{t}} — est réfléchi par la cible et comparé en fréquence avec le signal original aller et retour ({\displaystyle \scriptstyle F_{r}} est la fréquence reçue). Il permet ainsi une mesure directe et extrêmement précise de la composante vitesse de la cible dans l'axe du faisceau. Une correction doit donc être appliquée pour obtenir sa vitesse réelle si l’opérateur connait l'angle de déplacement de la cible par rapport à la radiale au radar.
La formule de la fréquence reçue de la cible dépend de la vitesse de la lumière dans l'air (c’ légèrement plus faible que celui dans le vide) et v la vitesse de la cible  :
{\displaystyle F_{r}=F_{t}\left({\frac {1+v/{c'}}{1-v/c'}}\right)}
La variation Doppler est donc :
{\displaystyle F_{d}=F_{r}-F_{t}=2v{\frac {F_{t}}{(c'-v)}}}
Comme pour la gamme habituelle de cibles d'un radar, la vitesse est beaucoup plus petite que celle de la lumière ({\displaystyle \scriptstyle v\ll c}), il est possible de simplifier avec {\displaystyle \scriptstyle \left(c'-v\right)\rightarrow c'} :
{\displaystyle F_{d}\approx 2v{\frac {F_{t}}{c'}}}

### Modulation de fréquence

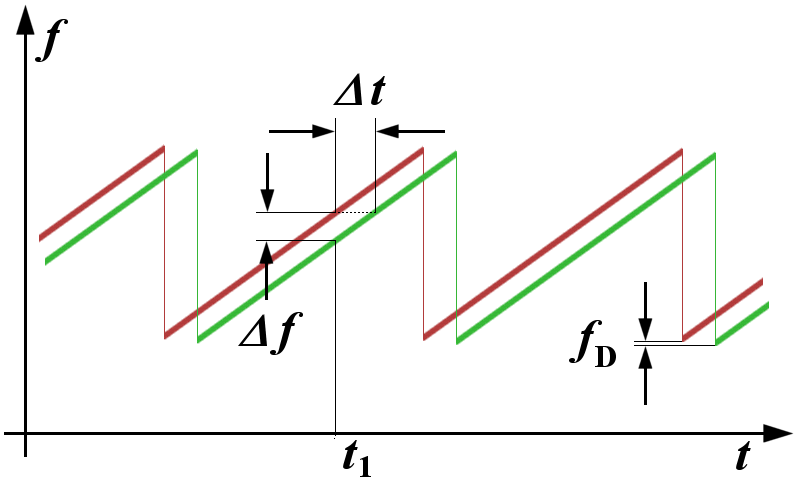
Variation de la fréquence (f) de l'émetteur en dents de scie autour d'une valeur moyenne. Le est proportionnel à la distance D quel que soit le lorsque le décalage Doppler est négligeable

Les radars non modulés ne peuvent mesurer les distances, puisqu'ils ne mesurent que {\displaystyle \scriptstyle F_{d}} alors que l'onde envoyée est continue et qu'il n'y a pas de « signature » de son début qui puisse être comparée avec le signal de retour. Pour pallier ce problème, il est possible de moduler en fréquence l'onde émise. Cette variation du signal émis autour d'une fréquence fixe de référence est utilisée pour détecter seulement des cibles fixes car il faut que {\displaystyle \scriptstyle F_{d}} soit négligeable.
Lorsqu'un écho est reçu par le radar, la fréquence du signal réfléchi par la cible peut être mesurée. En se référant à l'instant où la même valeur de fréquence a été émise, il devient possible de mesurer le temps entre l'émission et la réception de cette fréquence, donc la distance radar-cible, comme pour un radar à impulsions. En général, les radars à ondes continues modulées en fréquence font varier progressivement la fréquence de leur signal au rythme de rampes ascendantes et descendantes. Pour connaître la distance aller-retour parcourue (R), il suffit alors de mesurer l’écart de temps mesuré (Δt) pour que la fréquence de l'onde étalon et celle du retour soit les mêmes :
{\displaystyle R=c'\Delta t}
La distance D entre le radar et la cible étant R/2 :
{\displaystyle D=c'\Delta t/2}

## Désavantages
Comme mentionné antérieurement, un radar à ondes entretenues non modulé ne peut mesurer que la vitesse des cibles. Tous les radars de ce type possèdent également des lobes secondaires d'émission importants qui illuminent non seulement la cible désirée mais également d'autres cibles dans son environnement. Ainsi, un radar routier simple notera non seulement l'automobile ciblée mais les autres passant à gauche ou à droite de celle-ci, et même un oiseau passant dans le faisceau ou derrière le radar. Les radars peu coûteux de ce genre ne doivent donc être utilisés que dans un environnement où n'existe d'autre cible potentielle que celle désignée.
La suppression des lobes secondaires est donc primordiale pour une détection fiable et la modulation de l'onde entretenue aide grandement à augmenter celle-ci en permettant de connaître la distance de la cible. Les radars routiers modernes utilisent ainsi non seulement les propriétés du radar en ondes continues mais ajoutent un faisceau laser pulsé pour déterminer la cible en question.